# NGC 5342
NGC 5342 est une galaxie lenticulaire située dans la constellation de la Grande Ourse. Sa vitesse par rapport au fond diffus cosmologique est de 2 292 ± 9 km/s, ce qui correspond à une distance de Hubble de 33,8 ± 2,4 Mpc (∼110 millions d'al). NGC 5342 a été découverte par l'astronome germano-britannique William Herschel en 1790.
À ce jour, une mesure non basée sur le décalage vers le rouge (redshift) donne une distance d'environ 50,300 Mpc (∼164 millions d'al). Cette valeur est à l'extérieur des valeurs de la distance de Hubble. Notons que c'est avec la valeur moyenne des mesures indépendantes, lorsqu'elles existent, que la base de données NASA/IPAC calcule le diamètre d'une galaxie et qu'en conséquence le diamètre de NGC 5342 pourrait être d'environ 12,3 kpc (∼40 100 al) si on utilisait la distance de Hubble pour le calculer.

## Groupe de NGC 5322
Selon A.M. Garcia, la galaxie NGC 5342 fait partie d'un groupe de galaxies qui compte au moins 10 membres, le groupe de NGC 5322. Les autres galaxies sont NGC 5308, NGC 5322, NGC 5372, NGC 5376, NGC 5379, NGC 5389, UGC 8684, UGC 8714 et UGC 8716.
D'autre part, Abraham Mahtessian mentionne aussi ce groupe auquel il ajoute la galaxie NGC 5205 et la galaxie NGC 5526NE, une désignation inconnue de toutes les sources consultées.